# Hama Tuma
Hama Tuma (n. 1949 - ) este un poet și scriitor de limbă amharică născut în Addis Abeba. A studiat Dreptul la Universitatea din Addis Abeba dar, în ultimul an, a fost dat afară pentru activismul său politic. A devenit un apărător al democrației și justiției. A călătorit prin toată lumea, însă în prezent locuiește la Paris împreună cu soția și fiica lui.